# Carol Moseley Braun

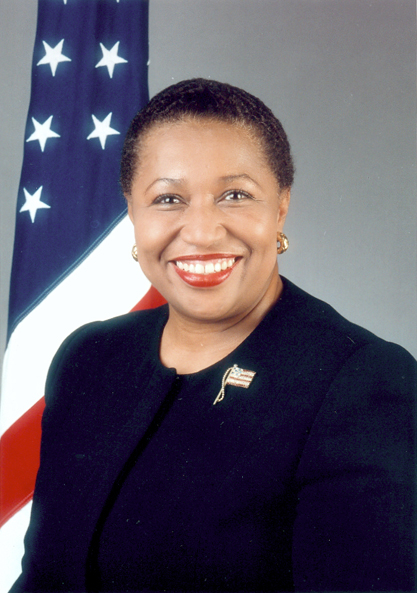
Carol Moseley Braun

Carol Elizabeth Moseley Braun (* 16. August 1947 in Chicago, Illinois), auch Carol Moseley-Braun, ist eine US-amerikanische Politikerin der Demokratischen Partei und ehemalige US-Senatorin für den Bundesstaat Illinois. Sie ist die erste afroamerikanische Frau, die dem Senat angehörte. Nachdem sie 1998 nicht im Amt bestätigt worden war, trat sie erfolglos bei den Vorwahlen zu den US-Präsidentschaftswahlen 2004 an.

## Leben
Moseley Braun ging in Chicago zur Schule, studierte an der University of Illinois at Chicago und promovierte 1972 in Rechtswissenschaften an der University of Chicago. Von 1973 bis 1977 arbeitete sie als Staatsanwältin beim Generalstaatsanwalt der USA.
Ihr erstes öffentliches Amt trat sie 1978 an, als sie in das Repräsentantenhaus von Illinois gewählt wurde. Bis sie 1988 das Parlament verließ, war sie stellvertretende Fraktionsführerin der demokratischen Mehrheit im Parlament. Im selben Jahr wählten die Einwohner von Cook County sie zum Recorder of Deeds, einem Posten, der in etwa den deutschen Grundbuchämtern gleichkommt.

## Politik
Moseley Braun wurde 1992 im Bundesstaat Illinois in den US-Senat gewählt. In ihrer Senatszeit war sie stark umstritten und in mehrere Skandale verwickelt. Schon vor ihrem Amtseid wurde bekannt, dass sie mehreren Wahlkampfhelfern Posten im Amt des Recorder of Deeds verschafft hatte. Andere Wahlkampfhelfer warfen ihrem Wahlkampfmanager und Verlobten Kgosie Matthews vor, sie sexuell belästigt zu haben.
Im Jahr 1993 begann die Federal Election Commission eine Untersuchung über die Wahlkampfkosten des Paares. Sie folgten damit einer Anklage, dass sie große Teile der öffentlichen Wahlkampfgelder für Privatreisen und andere persönliche Ausgaben missbraucht hätten. Laut der Chicago Tribune brachte die fünfjährige Untersuchung diverse Beweise wie eine 4.000-Dollar-Rechnung im Four Seasons Hotel in Maui, Hawaii. Die Behörde erhob aber mangels ausreichender Beweise keine Anklage. Das Justizministerium lehnte zwei Ersuchen des Finanzamtes ab, deswegen eine Untersuchung zu starten.
Im selben Jahr widersetzte sie sich zusammen mit Barbara Mikulski der damals geltenden Regel, dass Frauen Kleid bzw. Röcke im Senat zu tragen hatten, als sie mit Anzughosen im Senat erschien. Noch im selben Jahr erlaubte Martha S. Pope als Sergeant at Arms of the United States Senate, dass Frauen künftig Anzughosen im Senat tragen dürften.
1996 reiste sie nach Nigeria und lobte den dortigen Diktator Sani Abacha, nur mehrere Monate, nachdem er den Aktivisten und Theaterautor Ken Saro-Wiwa hatte hinrichten lassen. Später wurde öffentlich, dass ihr Wahlkampfmanager und Ex-Verlobter Kgosi Matthews sie auf der Reise begleitete, der auch als Agent für die nigerianische Regierung arbeitete. 
Im Jahr 1998 verfehlte Moseley Braun die Wiederwahl und bekam den Posten der US-Botschafterin in Neuseeland und Samoa übertragen, den sie bis 2001 einnahm. Bei den US-Präsidentschaftswahlen 2004 kündigte sie an, für die Demokratische Partei kandidieren zu wollen. Nachdem sie in den Umfragen in den wichtigen Staaten Iowa und New Hampshire aber nur bei jeweils einem Prozentpunkt gelegen war und im Wahlkampf bereits tausende Dollar Schulden angesammelt hatte, stieg sie am 15. Januar 2004 aus und unterstützte öffentlich Howard Dean.